# Santa Eulalia de Oscos
Pour les articles homonymes, voir Santa Eulalia.
Santa Eulalia de Oscos (Santalla d'Ozcos en asturien) est une commune (concejo aux Asturies) située dans la communauté autonome des Asturies en Espagne. C'est la seule paroisse civile, et le chef-lieu de la commune. Elle fait partie des municipalités où l'on parle l'éonavien  (ou galicien-asturien). 

## Patrimoine
- L'ancienne forge (XVIIIe siècle), à Mazonovo
- L'église Notre-Dame-des-Remèdes, à Nonide ;
- L'écomusée du pain, à Santa Eufemia ;
- L'église de Santa Eulalia ;
- Le maison natale du marquis de Sargadelos, à Ferreirela de Baxo ;
- La maison d'Aquel Cabo, à Barcia ;
- L'église Notre-Dame, à Quintá ;
- Hünengräber et Dolmen, à Brañavella ;
- La chapelle San Pedro, à Busqueimado.